# Cleptornis marchei
L'occhialino dorato (Cleptornis marchei (Oustalet, 1889)) è un uccello passeriforme della famiglia Zosteropidae, classificato come specie in pericolo critico di estinzione.

## Distribuzione e habitat
La specie è un endemismo delle Isole Marianne Settentrionali, in particolare delle isole di Saipan e Aguijan.